# Cajicá
Cajicá là một khu tự quản thuộc tỉnh Cundinamarca, Colombia. Thủ phủ của khu tự quản Cajicá đóng tại Cajicá Khu tự quản Cajicá có diện tích ki lô mét vuông. Đến thời điểm ngày 28 tháng 5 năm 2005, khu tự quản Cajicá có dân số 29504 người.